# قط كورنيش ريكس

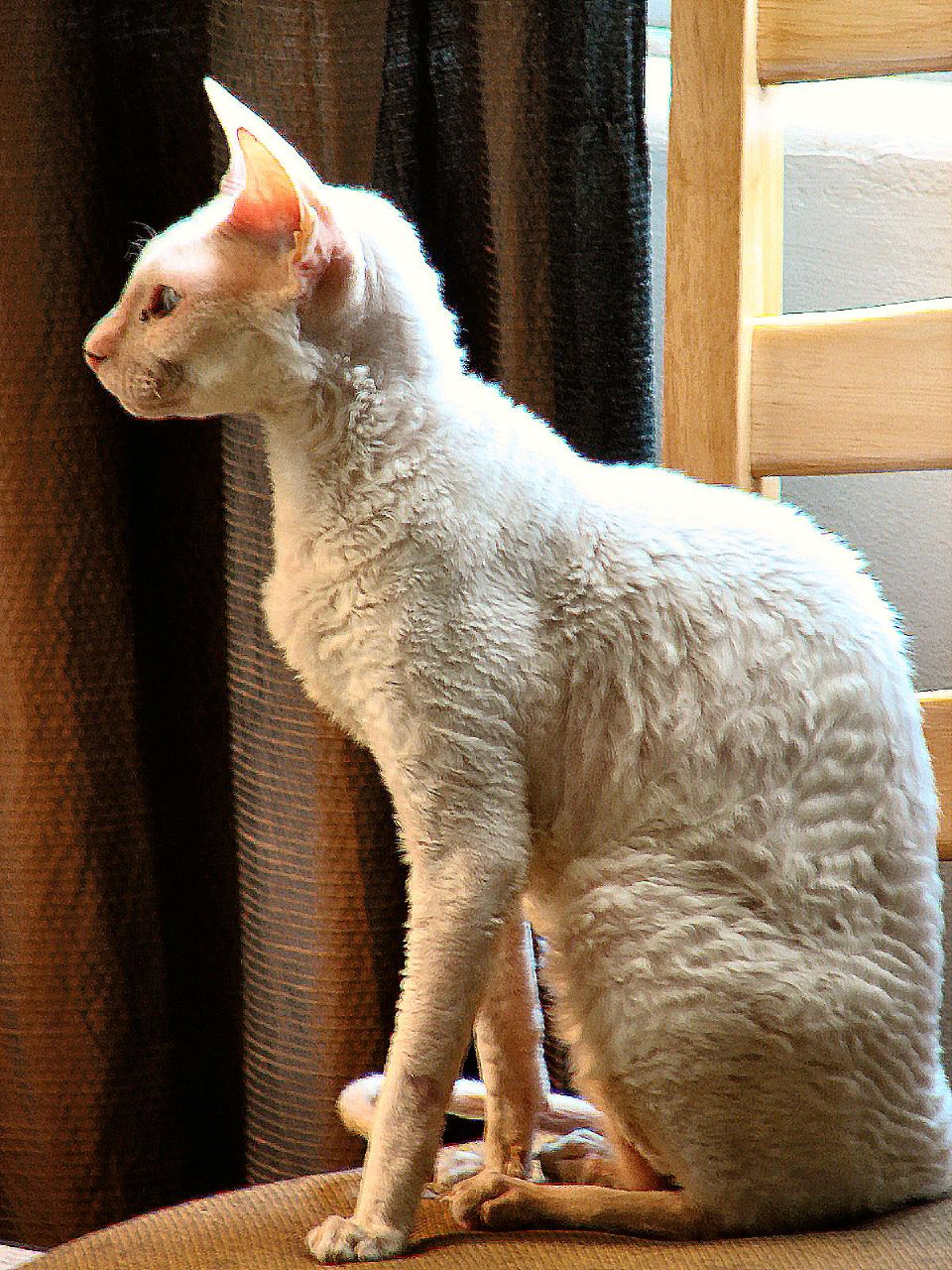

قط كورنيش ريكس (بالإنجليزية: Cornish Rex)‏ سمي هذا القط بهذا الاسم نسبة إلى مقاطعة كورنوول Cornwall الإنجليزية. وهو يتميز بشعره الناعم الأجعد المتموج، حتى أن شعر شواربه مجعداً. ويُعطي ملمسه الإحساس بملمس القطيفة المتكسرة Crushed Velvet ويتصف هذا القط بمجموعة من المنحنيات، تبدأ بشعر الفراء الذي يظهر مجعداً شديد الانحناءات، على الرغم من نعومته الرائعة. وهو شعرٌ قصير ملاصق للجسم، ولا يمكن مقارنته بأي فراء لأي حيوان آخر.
وتختص هذه السلالة بمواصفات جسدية خاصة، فالأذنان كبيرتان على رأس بيضاوي ذي وجنتين بارزتين، وأنف روماني عالٍ، وذقن قوية تدل على العزم والقوة. والظهر مقوس والصدر برميلي الشكل، بينما الأرجل طويلة رفيعة ورشيقة. والجسم عامة عضلي قوى وطويل، بالنسبة لقط متوسط الحجم.
وهو قط عاطفي يؤثر الناس ويتأثر بهم، ميال للعزلة، إلاّ انه أحياناً يصبح محباً للعب واللهو.
ونظراً لقصر الشعر فانه يبدو وكأنه لا يستبدله، ولكن العكس صحيح فهو يستبدله كل عام بشعر جديد، مما يدعو بعض مرضى الحساسية، خاصة الحساسية للشعر، إلى عدم اقتنائه. وهناك عدة ألوان لهذه السلالة، منها الأبيض، والأسود، والأزرق، والأحمر، والقشدي، والفضي، والمخطط، والمبقع، إضافة إلى عدد من الألوان الأخرى، أو مزيج من الألوان.